# 아말라 파울
아말라 파울(Amala Paul, 1991년 10월 26일 ~ )은 인도의 배우, 모델이다.

## 출연 작품
- 스탠드 업라이트 (2014)
- 위드 투 걸즈 (2013)
- 안나 - 본 투 리드 (2013)
- 런 베이비 런 (2012)
- 낯선 하늘 (2012)
- 카드할릴 소드하푸바드후 예파디 (2012)